# Isabella
Isabella Cerqueira Campos nome artístico de Maria Heloísa Cerqueira Campos (Mundo Novo, 27 de julho de 1938 — Rio de Janeiro, 2 de fevereiro de 2011) foi uma atriz brasileira. Ocasionalmente era creditada como Isabella ou Isabella Cerqueira.

## Biografia
Aos 20 anos de idade, Isabella mudou-se da Bahia para o Rio de Janeiro, onde fez cursos de canto e dança. Logo começou a trabalhar como comissária de bordo na Panair. 
Fez curso de manequim em Paris e, no início dos anos 1960, desfilou para a Maison Dior. Voltou ao Brasil em 1962, disposta a trabalhar como atriz.
Começou sua carreira pelo Tablado (escola de teatro) e pelo Conservatório Nacional de Teatro. 
Estreou no cinema na última das chanchadas da Atlântida, Os Apavorados (1962). Em seguida, fez o filme de episódios Cinco Vezes Favela (1962), uma das primeiras produções do Cinema Novo. Logo conheceu o cineasta Paulo César Saraceni, com quem se casaria e faria dois filmes - O Desafio e Capitu - marcando um período em que foi considerada uma das musas do Cinema Novo.
Nos anos 70, casou-se com Carlos Frederico Rodrigues, seu diretor no filme A Possuída dos Mil Demônios, na comédia Lerfá Mu e no curta-metragem O Mundo a Seus Pés. Nessa época, também trabalhou com Júlio Bressane em Barão Olavo, o Horrível, sendo então considerada musa do "cinema marginal" ou Udigrudi. 
As Quatro Chaves Mágicas (1971), de Alberto Salvá, lhe renderia o prêmio Coruja de Ouro como melhor atriz coadjuvante.
Ainda neste período trabalhou em algumas novelas da Rede Globo. 
Em 1980, mudou-se com Carlos Frederico para Visconde de Mauá, no estado do Rio, onde fundaram o "Teatro da Montanha" e, em 1994, voltou a residir no Rio. 
Em 2006, foi chamada por Nelson Pereira dos Santos para uma participação especial em Brasília 18% e, em 2007, participou de um documentário de Marco Altberg sobre a Panair. Neste ano foi homenageada no Festival de Brasília, quando da exibição da cópia restaurada de Proezas de Satanás na Vila de Leva-e-Traz. 
Em 2008, escreveu seu livro sobre o Cinema Novo, Uma Câmara na Mão e Amor no Coração.
Morreu em 2011, aos 72 anos, em decorrência de câncer de mama.

## Carreira

### Cinema
| Ano  | Título                                    | Personagem                | Notas                   |
| ---- | ----------------------------------------- | ------------------------- | ----------------------- |
| 2007 | Panair do Brasil                          | Ela mesma                 | Documentário            |
| 2006 | Brasília 18%                              | Madame Dias               |                         |
| 1987 | O Mundo a Seus Pés                        | —                         | Curta-metragem          |
| 1980 | Parceiros da Aventura                     | Funcionária 3             |                         |
| 1979 | Lerfa-Mu                                  | Jane Bonde                |                         |
| 1978 | A Lira do Delírio                         | —                         |                         |
| 1977 | O Lobo do Homem ou Relações Humanas       | Imperatriz                |                         |
| 1971 | Lúcia McCartney, uma Garota de Programa   | Ida                       |                         |
| 1971 | As Quatro Chaves Mágicas                  | Astarte                   |                         |
| 1970 | Barão Olavo, o Horrível                   | —                         |                         |
| 1970 | A Possuída dos Mil Demônios               | Mulher Possuída           |                         |
| 1969 | O Bravo Guerreiro                         | Linda                     |                         |
| 1969 | A Cama ao Alcance de Todos                | Paraplégica               |                         |
| 1969 | Pedro Diabo Ama Rosa Meia-Noite           | —                         |                         |
| 1968 | Capitu                                    | Maria Capitolina "Capitu" |                         |
| 1967 | Proezas de Satanás na Vila de Leva-e-Traz | Devota                    |                         |
| 1965 | O Desafio                                 | Ada                       |                         |
| 1962 | Cinco Vezes Favela                        | —                         | Episódio: "Um Favelado" |
| 1962 | Os Apavorados                             | Chefe da quadrilha        |                         |

### Televisão
| Ano  | Título                   | Personagem         | Notas                          |
| ---- | ------------------------ | ------------------ | ------------------------------ |
| 1981 | Jogo da Vida             | Andréa             |                                |
| 1978 | Sítio do Picapau Amarelo | Soror Ostra        | Episódio: "Memórias de Emília" |
| 1974 | Corrida do Ouro          | Beatriz            |                                |
| 1969 | A Cabana do Pai Tomás    | Eleonora           |                                |
| 1969 | A Última Valsa           | Sofia de Esterhazy |                                |
| 1968 | O Santo Mestiço          | Tina               |                                |
| 1968 | Passo dos Ventos         | Dalva              |                                |
| 1967 | TV de Comédia            | —                  |                                |

### No teatro
- 1989: "Cora Coralina", a partir de poemas de Cora Coralina
- 1987: "Amar se Aprende Amando", espetáculo de poemas dos mais consagrados poetas brasileiros
- 1985: "Quinze Anos Depois", de Bráulio Tavares
- 1970: "Um Crucificado no Deserto", de Fernando Melo
- 1968: "Viver é Muito Perigoso", de Paulo Cesar Saraceni
- 1965: "Dura Lex Sed Lex no Cabelo só Gumex", de Oduvaldo Viana Filho
- 1965: "Chão de Estrelas", de Orestes Barbosa e Walmir Ayala
- 1962: "A Prima Dona", de José Maria Monteiro